# Ėrika Andreeva
Ėrika Aleksandrovna Andreeva (in russo Эрика Александровна Андреева?; Krasnojarsk, 24 giugno 2004) è una tennista russa, sorella maggiore di Mirra Andreeva.

## Biografia
Ėrika Andreeva ha vinto 3 titoli in singolare e 2 titoli in doppio nel circuito ITF in carriera. Il 21 ottobre 2024 ha raggiunto il best ranking in singolare alla 65ª posizione mondiale, mentre l'11 dicembre 2023 ha raggiunto in doppio la 274ª posizione mondiale.
È sorella maggiore di Mirra Andreeva, anche lei tennista.
Durante il periodo junior, ha raggiunto la finale agli Open di Francia 2021 - Singolare ragazze, dove è stata sconfitta in finale da Linda Nosková.
Ėrika ha fatto il suo debutto in un torneo WTA durante la Kremlin Cup 2021 dove ha ricevuto una wildcard per le qualificazioni, nella quale è uscita sconfitta al primo turno dalla prima testa di serie Bernarda Pera. Riceve una wildcard anche al St. Petersburg Ladies Trophy 2022 sempre per le qualificazioni, dove stavolta supera i primi due turni battendo l'ex numero 10 del mondo Kristina Mladenovic e la slovacca Viktória Kužmová, uscendo poi di scena contro la teutonica Jule Niemeier in tre set in rimonta. Prende parte anche al Mutua Madrid Open 2022 sempre grazie ad un invito nelle qualificazioni, dove cede all'esordio dalla decima testa di serie Beatriz Haddad Maia.
Disputa il Grand Est Open 88 2022 superando le qualificazioni battendo la giocatrice di casa francese Caroline Romeo, accedendo così al suo primo tabellone principale di un torneo WTA 125 nel quale sconfigge a sorpresa al primo turno la quarta testa di serie Océane Dodin, per poi soccombere dall'altra francese Jessika Ponchet. Al Ladies Open Lausanne 2022 supera nuovamente le qualificazioni superando la connazionale Ekaterina Makarova e la belga Magali Kempen; nel suo primo tabellone principale di un torneo maggiore, batte facilmente la russa Anna Blinkova e ottiene così la sua prima vittoria, mentre al turno seguente cede all'ex numero 14 del mondo Petra Martić in due set.

## Circuito WTA 125

### Singolare

#### Sconfitte (2)
| N. | Data            | Torneo                                  | Superficie  | Avversaria in finale  | Punteggio   |
| 1. | 15 ottobre 2023 | Open Capfinances Rouen Métropole, Rouen | Cemento (i) | Viktorija Golubic     | 4-6, 1-6    |
| 2. | 3 dicembre 2023 | Creand Andorrà Open, Andorra la Vella   | Cemento (i) | Marina Bassols Ribera | 5-7, 6(3)-7 |

### Doppio

#### Vittorie (1)
| N. | Data            | Torneo                                | Superficie  | Compagna    | Avversarie in finale       | Punteggio |
| 1. | 2 dicembre 2023 | Creand Andorrà Open, Andorra la Vella | Cemento (i) | Céline Naef | Tímea Babos Heather Watson | 6-2, 6-1  |

#### Sconfitte (1)
| N. | Data             | Torneo                       | Superficie  | Compagna           | Avversarie in finale           | Punteggio |
| 1. | 15 dicembre 2024 | Open BLS de Limoges, Limoges | Cemento (i) | Séléna Janicijevic | Elsa Jacquemot Margaux Rouvroy | 4-6, 3-6  |

## Statistiche ITF

### Singolare

#### Vittorie (3)
| Torneo $100.000 (0) |
| Torneo $80.000 (0)  |
| Torneo $60.000 (0)  |
| Torneo $25.000 (0)  |
| Torneo $15.000 (3)  |

| N. | Data             | Torneo                                    | Superficie  | Avversaria in finale | Punteggio        |
| 1. | 1º novembre 2020 | Pazardzhik Cup, Pazardžik                 | Terra rossa | Sofia Milatova       | 1–6, 6–0, 6–2    |
| 2. | 6 dicembre 2020  | ITF Women's Circuit Il Cairo, Il Cairo    | Terra rossa | Carolina Alves       | 6-1, 6-3         |
| 3. | 7 marzo 2021     | Jolie Ville Golf Women's, Sharm el-Sheikh | Cemento     | Jenny Dürst          | 1–6, 7–6(3), 6–0 |

#### Sconfitte (3)
| Torneo $100.000 (1) |
| Torneo $80.000 (0)  |
| Torneo $60.000 (0)  |
| Torneo $25.000 (2)  |
| Torneo $15.000 (0)  |

| N. | Data            | Torneo                                                                 | Superficie  | Avversaria in finale | Punteggio        |
| 1. | 29 agosto 2021  | Verbier Open, Verbier                                                  | Terra rossa | Ylena In-Albon       | 1-6, 4-6         |
| 2. | 4 dicembre 2021 | ITF Women Val Gardena Südtirol Raiffeisen, Selva di Val Gardena        | Cemento (i) | Yuan Yue             | 2-6, 6(4)-7      |
| 3. | 15 maggio 2022  | Torneig Internacional de Tennis Femení Solgironès, La Bisbal d'Empordà | Terra rossa | Wang Xinyu           | 6-3, 6(0)-7, 0-6 |

### Doppio

#### Vittorie (1)
| Torneo $100.000 (0) |
| Torneo $80.000 (0)  |
| Torneo $60.000 (0)  |
| Torneo $25.000 (1)  |
| Torneo $15.000 (0)  |

| N. | Data           | Torneo                | Superficie  | Compagna           | Avversarie in finale                | Punteggio |
| 1. | 29 agosto 2021 | Verbier Open, Verbier | Terra rossa | Ekaterina Makarova | Diāna Marcinkēviča Marija Timofeeva | 6-1, 6-4  |

#### Sconfitte (1)
| Torneo $100.000 (0) |
| Torneo $80.000 (0)  |
| Torneo $60.000 (0)  |
| Torneo $25.000 (1)  |
| Torneo $15.000 (0)  |

| N. | Data             | Torneo                     | Superficie  | Compagna            | Avversarie in finale         | Punteggio           |
| 1. | 4 settembre 2021 | Ladies Open Vienna, Vienna | Terra rossa | Ekaterina Kazionova | Carolina Alves Martyna Kubka | 7-6(1), 4-6, [7-10] |

## Grand Slam Junior

### Singolare

#### Sconfitte (1)
| Tornei del Grande Slam  |
| ----------------------- |
| Australian Open (0)     |
| Open di Francia (1)     |
| Torneo di Wimbledon (0) |
| US Open (0)             |

| N. | Data           | Torneo                  | Superficie  | Avversaria in finale | Punteggio   |
| 1. | 12 giugno 2021 | Open di Francia, Parigi | Terra rossa | Linda Nosková        | 6(3)-7, 3-6 |